# Gát György (matematikus)
Gát György (Esztergom, 1961. március 21.) magyar matematikus, egyetemi tanár, intézetigazgató, az MTA doktora.

## Életrajz

### Tudományos munka
Gát György a Nyíregyházi Főiskola Természettudományi és Informatikai Kara Matematika és Informatika Intézetének első főállású egyetemi tanára, intézetigazgató.
1985-ben végzett matematikusként az Eötvös Loránd Tudományegyetemen. Ebben az évben lett a nyíregyházi Bessenyei György Tanárképző Főiskola (ma Nyíregyházi Főiskola) Matematika tanszékének tanársegédje.
1997-től 2006-ig a Kossuth Lajos Tudományegyetem (ma Debreceni Egyetem) analízis tanszékén egyetemi docens félállásban. Analízis gyakorlatot és speciális kollégiumot vezetett absztrakt harmonikus analízisből, approximációelméletből egyetemi hallgatóknak és PhD hallgatóknak, valamint előadásokat tartott alkalmazott matematikából.
Egyetemi doktori fokozatát 1987-ben védte meg - summa cum laude minősítéssel - a KLTE Matematikai és Informatikai Intézetében, A diszkrét Fourier transzformáció néhány alkalmazása címmel. 1989-ben adjunktusnak, 1991-ben docensnek, majd 1994-ben főiskolai tanárnak nevezték ki.
Kandidátusi fokozatát 1993-ban védte meg Vilenkin Fourier sorok címmel az MTA Tudományos Minősítő Bizottságának matematikai szakbizottsága előtt.
2000-ben a Debreceni Egyetemen habilitált.
2001 OTKA műszerpályázat témavezetője. 2001-2003 OM, Felsőoktatási Pályázatok Irodája pályázat témavezető, 1993-1996, 1996-1999, 2006-2009 OTKA pályázatok témavezetője.
2004 októberében, 2009 májusában vendégkutató a Tbiliszi Állami Egyetem Matematika Intézetében.
2009 júniusában megvédte MTA doktori értekezését, melynek címe: „Walsh, Vilenkin és trigonometrikus rendszerre vonatkozó egy- és kétdimenziós Fejér közepek konvergencia kérdései”.
Külső tagja a Debreceni Egyetem matematika és számítástudományi doktori iskolájának. Témavezetésével szereztek PhD fokozatot kollégái Blahota István, Nagy Károly, Toledo Rodolfo a Debreceni Egyetemen.
2001-től négy évig tagja a Magyar Akkreditációs Bizottság Matematikai és Számítástudományi szakbizottságának.
2009-től tagja a Magyar Rektori Konferencia Informatikai Bizottságának.
2009 novemberétől MAB szakértő. 2010-től tagja a MAB plénumának.
Tagja a Nyíregyházi Főiskola Tudományos Tanácsának, a Nyíregyházi Főiskola TTIK (Természettudományi és Informatikai Kar) kari Tudományos Bizottságának, a TTIK kari tanácsának, tagja és elnöke a Nyíregyházi Főiskola Informatikai Bizottságának.
2005-től igazgatója a Nyíregyházi Főiskola Matematika és Informatika Intézetének.
1998-ban kollégájával, Kovács Zoltánnal (Nyíregyházi Főiskola, Matematikai és Informatikai Intézet) ketten megalapították az Acta Mathematica Academiae Nyíregyháziensis nevű online matematikai folyóiratot. A lap az Európai Matematikai Társulat szerverén jelenik meg, évente átlagosan két kötetben. A lapnak főszerkesztői és technikai szerkesztői is egyben.

### Díjak, elismerések
- 1991-ben a Magyar Tudományos Akadémia Tudományos Minősítő Bizottsága (TMB) által aspiránsok számára kiírt (cikk) pályázaton első díjat nyert
- 1995-ben Szabolcs-Szatmár-Bereg megye tudományos közalapítványától Alapítványi Díjban részesült
- 1998-ban a Magyar Tudományos Akadémiától Alexits György emlékdíjat kapott
- 1999-2001 Bolyai János ösztöndíjas
- 2003-2005 Széchenyi István Ösztöndíjas
- 2003 MTA Bolyai János Kutatási Ösztöndíj Kuratóriumától kiemelkedő kutatói munkájáért elismerő oklevelet kapott
- 2009-ben a Nyíregyházi Főiskolától „Tudományért Művészetért érdemérem és díj” „szenior kategória” díjat kapott

## MTA doktori értekezésének témájába tartozó előadásainak listája
- Approximation Theory, Kecskemét (MTA, Bolyai Társulat 1990), Vilenkin-Fourier series and limit periodic arithmetic functions.
- Alexits Memorial Conference, Budapest (MTA Bolyai Társulat 1999), On the Sunouchi operator with respect to the two-dimensional Walsh-Paley system.
- Approximation Theory, Pécs-Hosszúhetény (ELTE, PTE 1999), Convergence and divergence properties of Vilenkin-Fourier series.
- Dyadic Analysis with applications and generalizations, Balatonszemes (ELTE, PTE 2003), Results and conjectures with respect to the a.e. convergence of Fejér means on unbounded Vilenkin groups.
- Numbers, Functions, Equations, Noszvaj (KLTE, 1998), Investigation of the Sunouchi operator with respect to the Walsh-Kaczmarz system.
- Analysis Seminar, Síkfőkút (KLTE, 2001), On the maximal function of the Walsh-Kaczmarz Fejér kernels.
- Analysis Seminar, Síkfőkút (KLTE, 2002), Lehet-e igaz a nem korlátos Vilenkin rendszerek (C,1) közepeire vonatkozó Lebesgue tétel?
- KLTE Matematika és Informatika Intézet, meghívott intézeti szemináriumi előadó (2003), Diadikus maximál magfüggvények integrálhatósága.
- 5th FAAT (FUNCTIONAL ANALYSIS AND APPROXIMATION THEORY) Conference Acquafredda di Maratea, Italy, 2004. június 16-23., On almost everywhere summability of Fourier series on unbounded Vilenkin groups.
- Tbilisi State University - visiting professor: 2004. október, Summability of integrable functions with respect to Vilenkin systems - some recent results and problems, október 21., Investigation of the Walsh system with the help of kernel functions, október 25.
- CTF - 2005 CONSTRUCTIVE THEORY OF FUNCTIONS - 2005 VARNA, Bulgaria, 2005. június 1-7., On convergence properties of logarithmic means of Walsh-Fourier series (results and conjectures).
- Fourier Analysis Extremal Problems and Approximation, Second Workshop on Extremal Problems in Fourier Analysis, Budapest, Hungary (MTA Rényi Intézet), 2005. szeptember 19-25., Maximal convergence spaces of some operators related the Fourier series of two-variable functions on the Walsh group (results and problems, invited main speaker)
- VIII Conferencia Internacional Sobre Approximacion y Optimizacion en el Caribe, Santo Domingo, Republic Dominicana, 2006. április 3-7., Convergence and divergence of some operators related the Fourier series of two-variable functions on the Walsh group
- MTA Budapest 2006. május 2. MTA székház nagyterem: Függvényegyenletek, harmonikus analízis, spektrálszintézis címmel tudományos ülésszak: Walsh-Fourier sorokkal kapcsolatos operatorok maximális konvergencia terei.
- International Conference in Fourier and Complex Analysis: Classical Problems-Current View (Protaras, Cyprus, 2006. május 6-11.), Some convergence properties of the Fourier series with respect to the weighted Walsh system.
- New Trends and Directions in Harmonic Analysis, Approximation Theory, and Image Analysis, Inzell, Germany, 2007. szeptember 17–21., Restricted convergence of Fejér means of trigonometric Fourier series.
- Second Workshop on Extremal Problems in Fourier Analysis, Budapest, Hungary (MTA Rényi Intézet), 2007. szeptember 18-24., Convergence of Cesaro means of Fourier series (invited main speaker).
- Havana, Cuba, (Universidad de la Habana), 2007. október 14-25.,(invited visitor) professor Convergence spaces of some summability methods of Walsh-Fourier series of two-variable functions
- Trogir - Split, Croatia, 2008. június 8-14., Mathematical Inequalities and Applications 2008,Conference in honour of Prof. Josip Pečarić on the occasion of his 60th birthday, Maximal convergergence spaces of (C; \alpha) summability methods of trigonometric and Walsh series
- Thessalonik, Greece, 2008 Convergence and divergence of Fejér means of Fourier series on one and two-dimensional Walsh and Vilenkin groups
- Tbilisi State University, Tbilisi, Georgia, 2009. május 21., (invited visitor) Convergence and divergence properties of Fejér means of Fourier series of functions on one and more-dimensional Walsh and Vilenkin groups
- Szeged, SOROK, FÜGGVÉNYEK, VÉLETLEN VÁLTOZÓK, OPERÁTOROK, 2009. május 29-30., Móricz Ferenc professzor 70. születésnapja alkalmából. (meghívott előadó), Logarithmic and Nörlund logarithmic means of Walsh and Vilenkin Fourier series
- Dobogókő, Workshop on Dyadic Analysis and Related Areas with Applications, 2009. június 7-10., Some convergence and divergence results with respect to summation of Fourier series on one and two-dimensional unbounded Vilenkin groups
- Budapest, 2009. szeptember 17-22., (Mathematical Research Institute of the Hungarian Academy of Sciences) 3rd Workshop in Fourier Analysis and Related Fields, (invited main speaker), One and two dimensional Fejér means on the Walsh and Vilenkin groups
- 6th International Conference on Functional Analysis and Approximation Theory FAAT 2009 Acquafredda di Maratea, 2009. szeptember 24-30., Approximation properties of one and two dimensional Fejér and Marczinkiewicz means of Fourier series with respect to Walsh and Vilenkin systems